# Белоусов, Сергей Юрьевич
Сергей Юрьевич Белоусов (Олди) (16 октября 1961, Осинники, Кемеровская область — 4 ноября 2010, Калининград) — советский и российский поэт и музыкант, лидер регги-группы «Комитет охраны тепла»

## Биография
Сергей Белоусов родился 16 октября 1961 года, жил в Средней Азии, в 1976 году приехал в Калининград к матери учиться на корабельного кока. Подрабатывал художником-оформителем в доме культуры моряков. Там же в Калининграде увлёкся музыкой, собирал виниловые пластинки с записями Боба Марли. Со временем освоил гитару.
В 1986 году образовалась группа «Свободный член», которая через год была переименована в «Комитет охраны тепла». Поначалу это был коллектив, состоящий примерно из 20 человек — 10 музыкантов и 10 человек шоу-группы. На концерте могло играть несколько бас-гитаристов, 3-4 ритм-гитариста, два барабанщика, флейта, скрипка, саксофон, виолончель. Вокалистом и руководителем был Белоусов.
В 1987 году за одну ночь в Доме культуры моряков Калининграда был записан альбом «Зубы». После выхода альбома группа стала ездить с гастролями по крупным рок-фестивалям.
У группы не было никогда четкого состава — не все выдерживали напряженный гастрольный график. Порой на концертах играли приглашенные музыканты из других групп.

### Последние годы и смерть
Примерно в начале 1990-х Белоусов все реже появлялся в Калининграде — жил в Москве, Санкт-Петербурге, Киеве. Несколько лет Олди жил странствиями по Крыму, обосновавшись практически в полном уединении в одном из древних пещерных городов, являя собой пример человека, добровольно ушедшего от популярности в забвение. По одной из версий, так он боролся с героиновой зависимостью. К этому времени интерес к концертной деятельности у него практически иссяк.
В последние годы жизни Сергей Белоусов жил в разных местах: в Переславле-Залесском, ездил в Северный Кунсангар — буддийский ретритный центр в Павлово-Посадском районе Московской области. Появлялся в Приозерском районе, в Сусанах Псковской области, в Псково-Печерском монастыре. Осенью 2009 года вернулся в Калининград и поселился в Правдинском районе на хуторе Гусево в группе эскапистов.
Умер вечером 4 ноября 2010 года от цирроза печени. Его отпевали в храме «Рождества Божией Матери», и похоронили на кладбище Калининграда по православному обычаю.